# Hexafluorure de ruthénium
L'hexafluorure de ruthénium, ou fluorure de ruthénium(VI), est un composé chimique de formule RuF6. Il se présente comme un solide brun foncé qui fond à 54 °C. Sa structure cristalline mesurée à −140 °C est orthorhombique, groupe d'espace Pnma (no 62) avec comme paramètres cristallins a = 931,3 pm, b = 848,4 pm, c = 491,0 pm et Z = 4, d'où une masse volumique calculée de 3,68 g/cm3. La molécule RuF6 présente une géométrie octaédrique, de symétrie Oh, avec des liaisons Ru–F longues de 181,8 pm.
On peut l'obtenir en faisant réagir du ruthénium métallique dans un flux gazeux de F2/Ar de 400 à 450 °C. Les rendements sont inférieurs à 10 % :
Ru + 3 F2 ⟶ RuF6.